# Международный коммерческий финансовый центр
Международный коммерческий финансовый центр (International Commerce Financial Centre, 重庆国际贸易中心, также известен как 
Junhao ICFC и Chongqing Junhao Center) — комплекс небоскрёбов, расположенный в китайском городе Чунцин, в деловом квартале Цзянбэйцзуй (район Цзянбэй). Состоит из сверхвысокой офисно-гостиничной башни № 1 и офисной башни № 2.
По состоянию на 2024 год башня № 1 являлась 5-м по высоте зданием города Чунцин, 112-м по высоте зданием Китая, 132-м — Азии и 216-м — мира. Архитектором комплекса выступил Восточно-Китайский архитектурный проектно-исследовательский институт, застройщиком — CASIN Real Estate Development Group (Чунцин), владельцем является группа Junhao Industry.  

## Структура
- International Commerce Financial Centre, башня 1 — построена в 2014—2022 годах, 65 наземных и 7 подземных этажей, высота 301,2 метра, на крыше имеется вертолётная площадка[2][3].
- International Commerce Financial Centre, башня 2 — построена в 2014—2024 годах, 33 этажа, высота 159,6 метра[4].